# Busworld
 (novembre 2021).
Si vous disposez d'ouvrages ou d'articles de référence ou si vous connaissez des sites web de qualité traitant du thème abordé ici, merci de compléter l'article en donnant les références utiles à sa vérifiabilité et en les liant à la section « Notes et références ».
Busworld est un salon professionnel international qui se tient tous les deux ans dans divers endroits du monde. Lors de ce salon, les constructeurs d'autobus et d'autocars présentent leurs modèles neufs ou renouvelés et les fournisseurs leurs derniers développements. 
Le salon est organisé par la fédération professionnelle flamande BAAV - Association professionnelle des entrepreneurs d'autocars et de bus de Flandre (occidentale).
En Europe, le Busworld se tient les années impaires, en alternance avec le salon du véhicule industriel allemand, l'IAA de Munich, les années paires, en septembre.

## Histoire
En 1971, le premier salon s'est tenu à Courtrai, en Belgique. Jusqu'alors, les autocars et autobus étaient exposés dans les salons dédiés aux camions et véhicules industriels. Les surfaces qui leur étaient réservées étaient très insuffisantes pour exposer leur gamme. Avec l'ouverture des marchés européens à la concurrence étrangère, tous les constructeurs d'autobus voulaient exposer aux clients potentiels leurs modèles d'autobus et d'autocars, et les compagnies de transports par autobus voulaient voir de près l'évolution des matériels, les produits de la concurrence, s'informer et passer éventuellement une commande. 
En très peu de temps, Busworld est devenu le premier et le plus grand salon professionnel où les constructeurs et carrossiers peuvent exposer toute leur gamme. D'abord concentré sur l'Europe, le salon s'est véritablement internationalisé à partir de 2001. En 2017, le salon a eu lieu pour la dernière fois à Courtrai car, bien que disposant d'une surface d'exposition globale de 55 000 m2, les exposants se plaignaient de ne pas obtenir les surfaces demandées pour leur stand. En 2019, le salon s'est déplacé au Palais des expositions du Heysel à Bruxelles.
Busworld Europe est le plus grand et le plus ancien salon spécialisé pour les autocars et autobus du secteur dans le monde. L'exposition biennale présente les derniers développements de l'industrie et couvre trois secteurs: les constructeurs d'autocars et d'autobus, les accessoires, les transports publics et le tourisme, l'ensemble dans le respect des règles environnementales. Au cours de l'exposition, plusieurs conférences sont organisées sur des sujets d'intérêt général pour les fabricants d'autobus et d'autocars et les opérateurs.
Le Salon se déroule sur 6 jours en octobre, les années impaires. En 2019, le Busworld de Bruxelles a accueilli 511 exposants, 309 véhicules exposés et 39 798 visiteurs de 143 pays. Le prochain Busworld devrait lieu du 7 au 12 octobre 2023 à Bruxelles.

## Localisation
Les salons et expositions se déroulent dans les villes suivantes :
- Busworld Europe au Bruxelles Expo. Jusqu'en 2017, le salon s'est tenu à Courtrai XPO)
- Bengalore, Inde
- Beijing, Chine
- Medellín, Colombie
- Moscou, Russie
- Istanbul, Turquie (sauf en 2018 à Izmir)
- Jakarta, Indonésie

## Constructeurs exposants
Liste non exhaustive des constructeurs et carrossiers d'autobus et autocars qui exposent régulièrement aux salons Busworls :
- Alexander Dennis - Royaume-Uni
- BredaMenarinibus - Italie
- Ebusco - Pays-Bas
- Otokar - Turquie
- Göppel - Allemagne
- Hess - Suisse
- Irizar - Espagne
- IVECO Bus - Italie
- Karsan - Turquie
- MAN SE - Allemagne
- Mercedes-Benz / EvoBus - Allemagne
- Scania - Suède
- Setra / EvoBus - Allemagne
- Sileo - Allemagne
- Solaris Bus & Coach - Pologne
- Solbus - Pologne
- TEMSA - Turquie
- Van Hool - Belgique
- VDL Bus & Coach - Pays-Bas
- Volvo - Suède